# كييل فستو
كييل فستو (Kjell Westö؛ هلسنكي، 6 أغسطس 1961) كاتب وصحافي فنلندي. يكتب فستو باللغة السويدية.
في عام 2006، فاز فستو بجائزة فنلنديا المرموقة عن روايته «حيث ذهبنا ذات مرة» (Där vi en gång gått). وكان لفترة على قائمة المرشحين لنيل جائزة إمباك دبلن الأدبية الدولية لعام 2007.

## روابط خارجية
- كييل فستو على موقع IMDb (الإنجليزية)
- كييل فستو على موقع مونزينجر (الألمانية)
- كييل فستو على موقع قاعدة بيانات الفيلم (الإنجليزية)